# Liste der Einträge im National Register of Historic Places im Whiteside County

Lage des Whiteside County in Illinois

Die Liste der Einträge im National Register of Historic Places im Whiteside County in Illinois führt alle elf Bauwerke und historischen Stätten im Whiteside County auf, die in das National Register of Historic Places aufgenommen wurden.

## Legende
| NRHP | Historic Place    |
| HD   | Historic District |

## Aktuelle Einträge
| Lfd. Nr. | Name im NRHP                            | Bild | Jahr der Eintragung | Adresse / Lage                                                  | Ort      | NRHP-ID  |
| -------- | --------------------------------------- | ---- | ------------------- | --------------------------------------------------------------- | -------- | -------- |
| 1        | Albany Mounds                           |      | 1974                |                                                                 | Albany   | 74000775 |
| 2        | First Congregational Church of Sterling |      | 1995                | 311 Second Avenue 41° 47′ 21″ N, 89° 41′ 37″ W                  | Sterling | 95001234 |
| 3        | Colonel Edward N. Kirk House            |      | 1980                | 1005 East 3rd Street 41° 47′ 3″ N, 89° 40′ 59″ W                | Sterling | 80001417 |
| 4        | Lock and Dam No. 13                     |      | 2004                | 4999 Lock Road 41° 53′ 53″ N, 90° 9′ 21″ W                      | Fulton   | 04000173 |
| 5        | Lyndon Bridge                           |      | 2003                | Südliches Ende der 6th Avenue West 41° 42′ 40″ N, 89° 55′ 27″ W | Lyndon   | 03000353 |
| 6        | Main Street Historic District           |      | 1982                | South Main Street 41° 38′ 0″ N, 89° 47′ 0″ W                    | Tampico  | 82002602 |
| 7        | Malvern Roller Mill                     |      | 1995                | 18858 Clover Road 41° 51′ 54″ N, 89° 53′ 4″ W                   | Morrison | 95000988 |
| 8        | McCune Mound and Village Site           |      | 1979                |                                                                 | Sterling | 79000873 |
| 9        | Odell Building                          |      | 1996                | 202 East Lincolnway Road 41° 48′ 33″ N, 89° 57′ 52″ W           | Morrison | 96001475 |
| 10       | Sinnissippi Mounds                      |      | 1979                |                                                                 | Sterling | 79000874 |
| 11       | Sterling Masonic Temple                 |      | 1996                | 111-113 West 3rd Street 41° 47′ 16″ N, 89° 41′ 52″ W            | Sterling | 96001279 |